# Michael Burton
Michael Burton (Estados Unidos, 3 de julio de 1947) es un nadador estadounidense retirado especializado en pruebas de estilo libre media y larga distancia, donde consiguió ser campeón olímpico en 1972 en los 1500 metros.

## Carrera deportiva
En las Olimpiadas de México 1968 ganó dos medallas de oro: en 400 metros libre y 1500 metros estilo libre.
Cuatro años después, en los Juegos Olímpicos de Múnich 1972 ganó la medalla de oro en los 1500 metros libre, con un tiempo de 15:52.58 segundos que fue récord del mundo, por delante del australiano Graham Windeatt  y de su paisano estadounidense Doug Northway (bronce con 16:09.25 segundos).